# Mühlpfad
Mühlpfad település Németországban, Rajna-vidék-Pfalz tartományban. Lakosainak száma 59 fő (2023. december 31.).

## Népesség
A település népességének változása:
| Lakosok száma | 74   | 65   | 67   | 63   | 54   | 59   |
|               | 1975 | 2017 | 2019 | 2021 | 2022 | 2023 |